# Geografia d'Austràlia

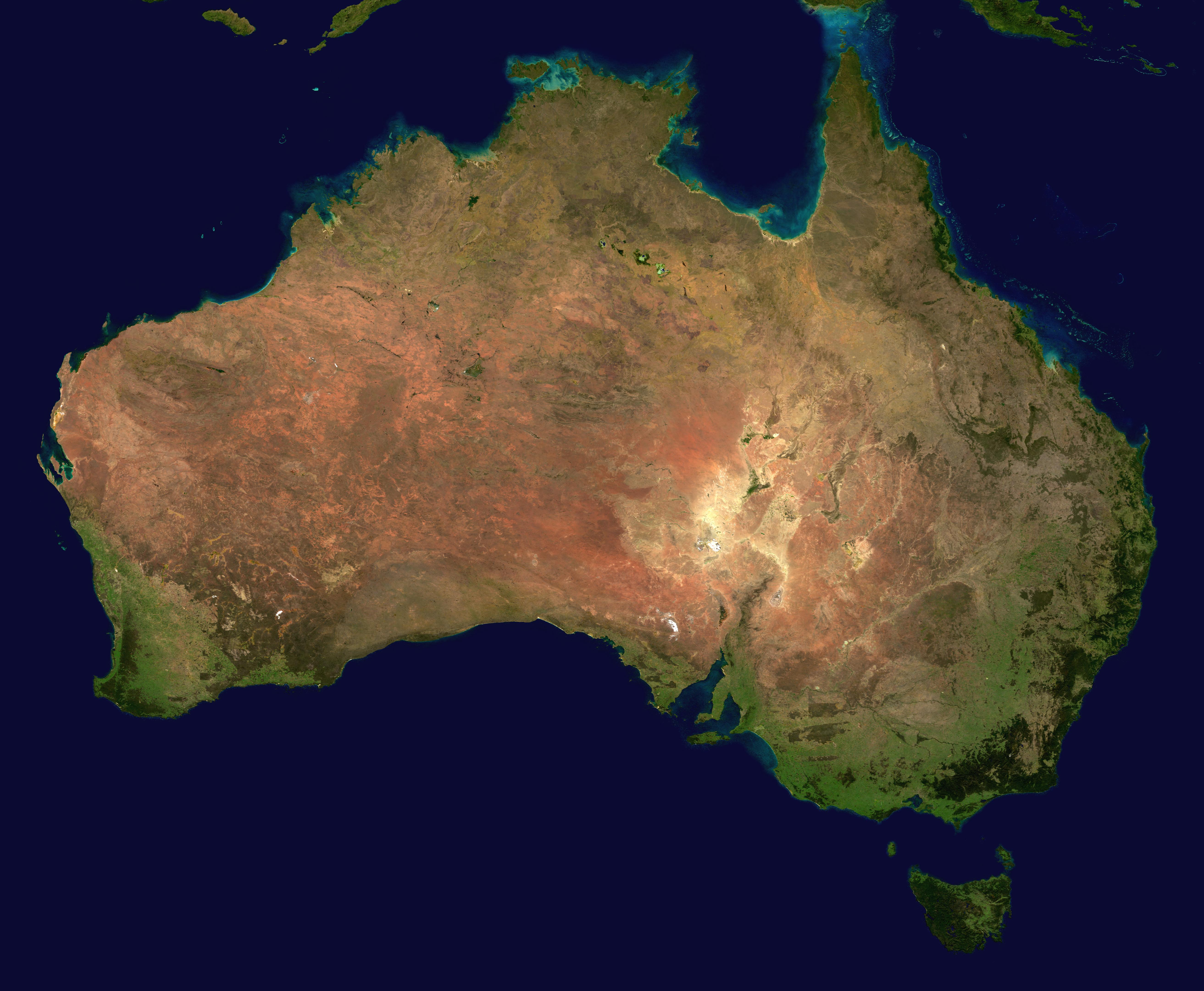
El continent d'Austràlia, amb Tasmània al sud-est, vistes per satèl·lit.

La geografia d'Austràlia abasta una àmplia varietat de regions biogeogràfiques sent el continent més petit del món, però el sisè país més gran. La població d'Austràlia està concentrada al llarg de la costa est i sud-est. La superfície de la Mancomunitat d'Austràlia és de 7.692.000 km². El continent i les illes adjacents es troben sobre la Placa Indoaustraliana. L'illa està envoltada per l'oceà Índic i l'oceà Pacífic—la secció de l'oceà Índic al sud d'Austràlia es coneix, localment com l'oceà del Sud. El continent australià està separat de l'Àsia per la mar d'Arafura i la mar de Timor. Austràlia té una extensió de costes de 31.218 km², excloent-hi les costes de les illes adjacents. Austràlia reclama una zona econòmica exclusiva de 8.148.250 km². Aquesta zona econòmica exclusiva no inclou el Territori Antàrtic Australià.
El continent australià es divideix en tres àrees estructurals clarament diferenciades:
- els plegaments orientals,
- les terres baixes del centre, i
- el massís occidental.

La Gran Barrera de Corall, la barrera de corall més gran del món, es troba a poca distància de la costa nord-est i s'estén per més de 2.000 km. El Mont Augustus, el monòlit més gran del món, es localitza a Austràlia Occidental. Amb una altitud de 2.228 metres, el Mont Kosciuszko, sobre les Serralades Australianes o Great Dividing Range, és el punt més alt del continent australià, tot i que el Pic de Mawson, que es troba al remot territori australià de l'Illa de Heard té una altitud de 2.745 m.
La gran majoria del territori australià és desèrtic o semiàrid. El continent australià és el continent més pla, amb les terres més antigues i menys fèrtils. Només els cantons del sud-est i el sud-oest experimenten un clima temperat. La major part de la població viu sobre la costa temperada del sud-est. El nord, per contra, gaudeix d'un clima tropical i consisteix en boscos pluvials o tropicals, praderes, pantans de mangle i deserts. El clima és força influenciat pels corrents oceànics, incloent-hi l'oscil·lació meridional d'El Niño, els efectes de la qual estan relacionats amb les sequeres periòdiques, mentre que el sistema de baixa pressió tropical temporal produeix ciclons al nord del continent.

## Geologia

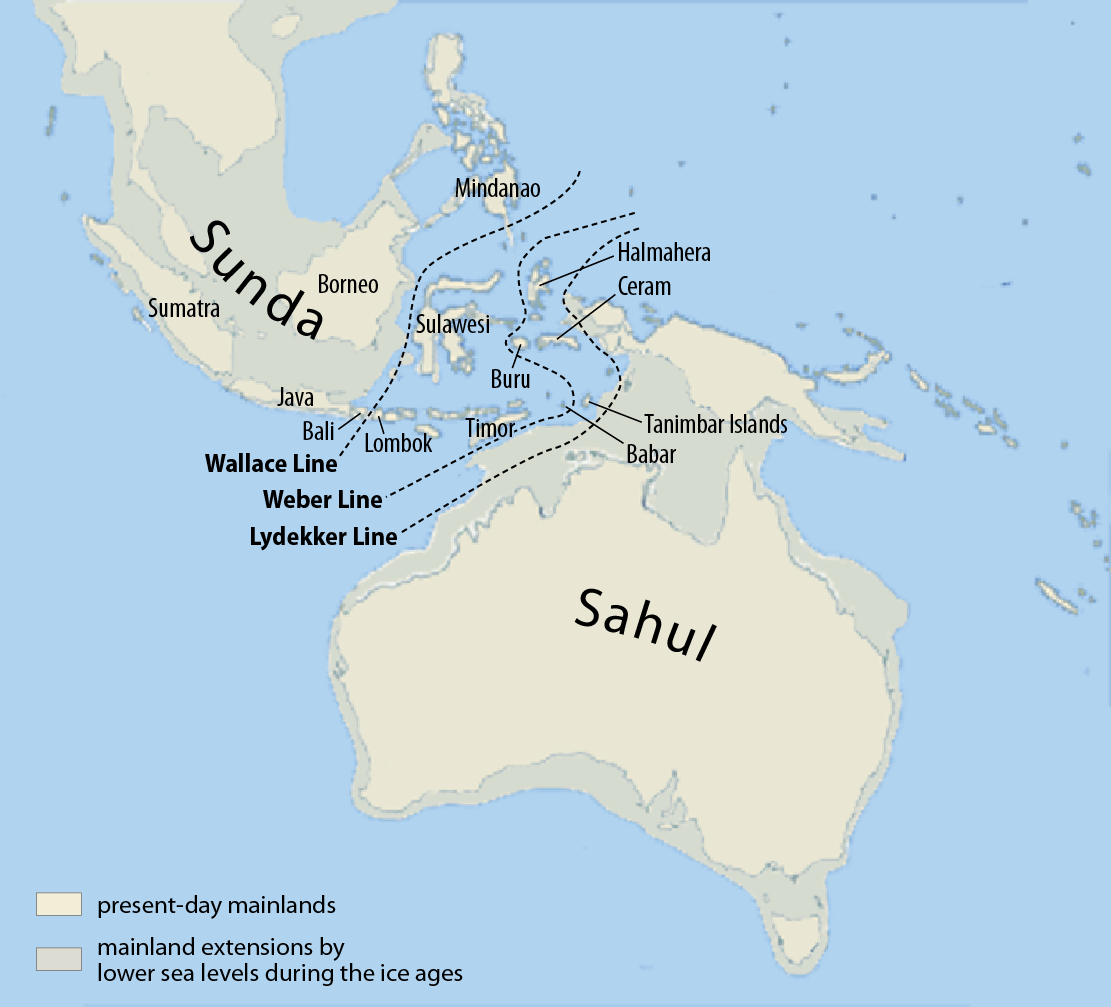
La massa continental de Sahul abans que l'elevació del nivell dels oceans separés Austràlia, Nova Guinea i Tasmània després de l'última era glacial.

Austràlia té una història geològica relativament estable. Algunes forces geològiques importants com lliscaments tectònics van tenir lloc en els començaments de la història australiana, quan encara formava part de Gondwana. L'erosió i el clima han canviat molt la superfície australiana, sent avui dia un dels països més plans del món.
Austràlia està situada al centre de la placa tectònica, per la qual cosa l'activitat volcànica és nul·la, encara que ocasionalment es produeixen petits terratrèmols. El terreny és principalment pla, amb grans altiplans baixos de desert: aproximadament la meitat occidental d'aquesta illa-continent és un extens altiplà àrid, la meitat oriental està ocupada per planes estepàries bastant deprimides, els principals terrenys fèrtils se situen a la plana del sud-est. Tasmània i els Alps Victòria no tenen neus perpètues o glacials, encara que sí que els van tenir en el passat. La Gran Barrera de Corall, des de lluny el major escull de corall del món, es troba a poca distància de la costa nord-est. La Mont Augustus, situada a Austràlia Occidental, és el monòlit més gran del món. Una altra muntanya considerable és l'Uluru.

## Orografia

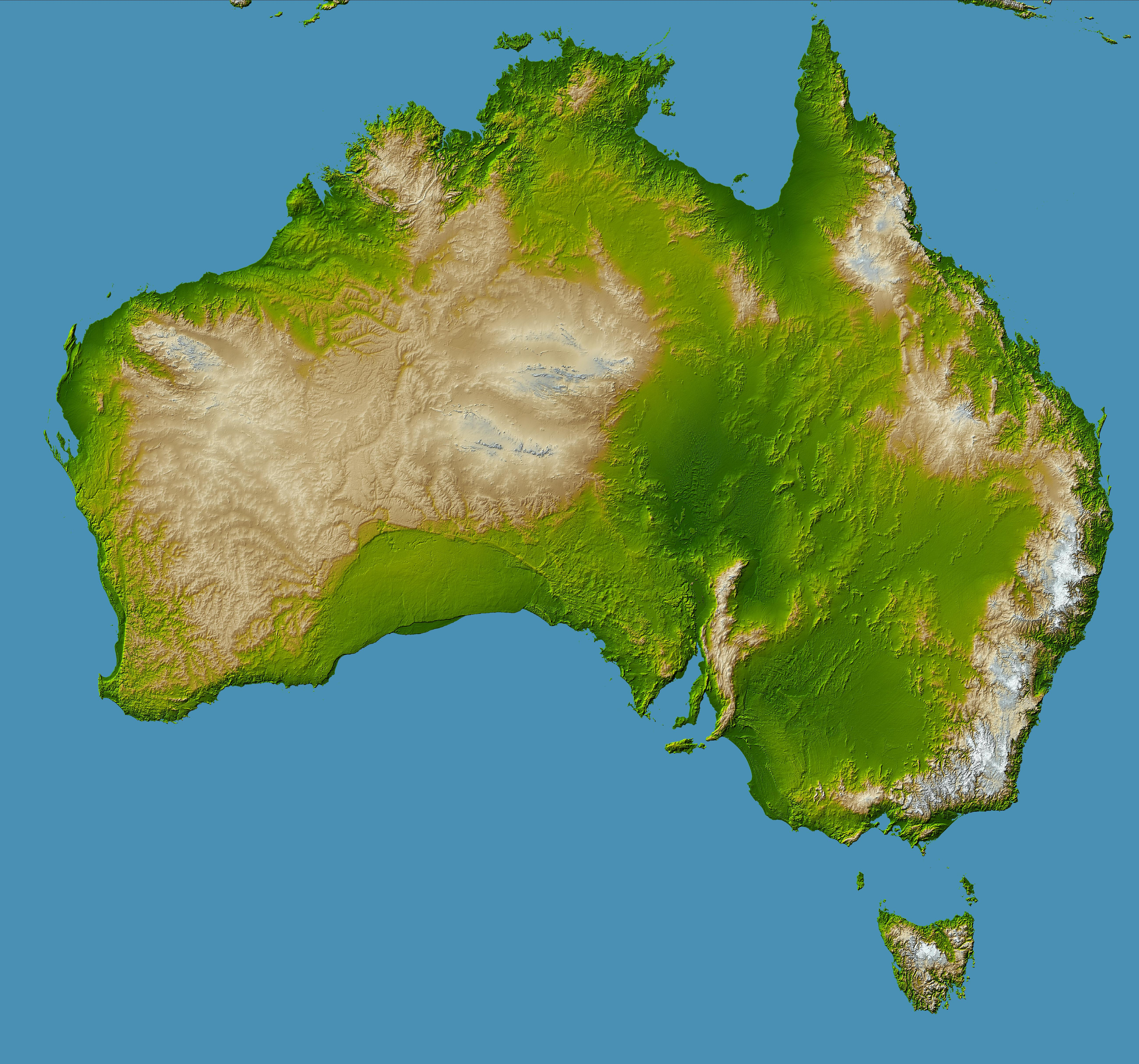
Topografia d'Austràlia.

Existeixen diversos cordons muntanyencs, però cap d'ells posseeix grans altures: El cim més elevat de tota Austràlia és la Mont Kosciuszko, de 2.228 metres, a l'extrem sud de la principal serralada anomenada Gran Serralada Divisòria o (en anglès): Great Dividing Range la qual s'estén com un gegantesc arc proper a la costa de l'oceà Pacífic; l'altitud mitjana d'aquest sistema muntanyenc és de 1.000 m.
En ple centre d'Austràlia es troba la segona serralada important per les seves altituds: la de les Macdonnell Ranges, el cim de les quals és la muntanya Liebig de 1.524 m. La tercera en importància és la serralada Flinders amb el cim Saint Mary, de 1.168 m, al sud-est d'Austràlia Meridional; a l'extrem occidental existeix l'altiplà Hamersley proper a l'oceà Índic i el cim del qual es troba la muntanya Brockman de 1.132 metres. Enfront del mar de Timor se situa l'altiplà Kimberley, en el qual sobresurt la muntanya Wells amb 983 metres, i a l'extrem nord-oest, enfront del mar d'Arafura se situa l'altiplà de la Terra d'Arnhem amb la muntanya Evelyn de amb prou feines 366 metres com a màxima eminència.

## Hidrografia
Els rius més cabalosos neixen a la Gran Serralada Divisòria, en la seva immensa majoria, es dirigeixen cap a l'est i després d'un curt curs es bolquen cap a l'oceà Pacífic, només existeixen dos rius de longitud important: el Murray i el Darling, el Darling és el de major longitud però molt menys cabalós i resulta ser afluent del Murray al sud d'Austràlia desembocant a la Gran Badia Australiana. Quant al sistema lacustre és en realitat palustre: alguns llacs d'aquest país són extensos però succints i en procés de dessecació, moltes vegades transformats en grans salars: el major de tots és el llac Eyre, el fons del qual se situa 16 m sota el nivell del mar. El segon en importància és el llac Torrens, seguit pel llac Gairdner i el llac Frome, tots situats al centre i sud d'Austràlia Meridional.

## Flora i fauna

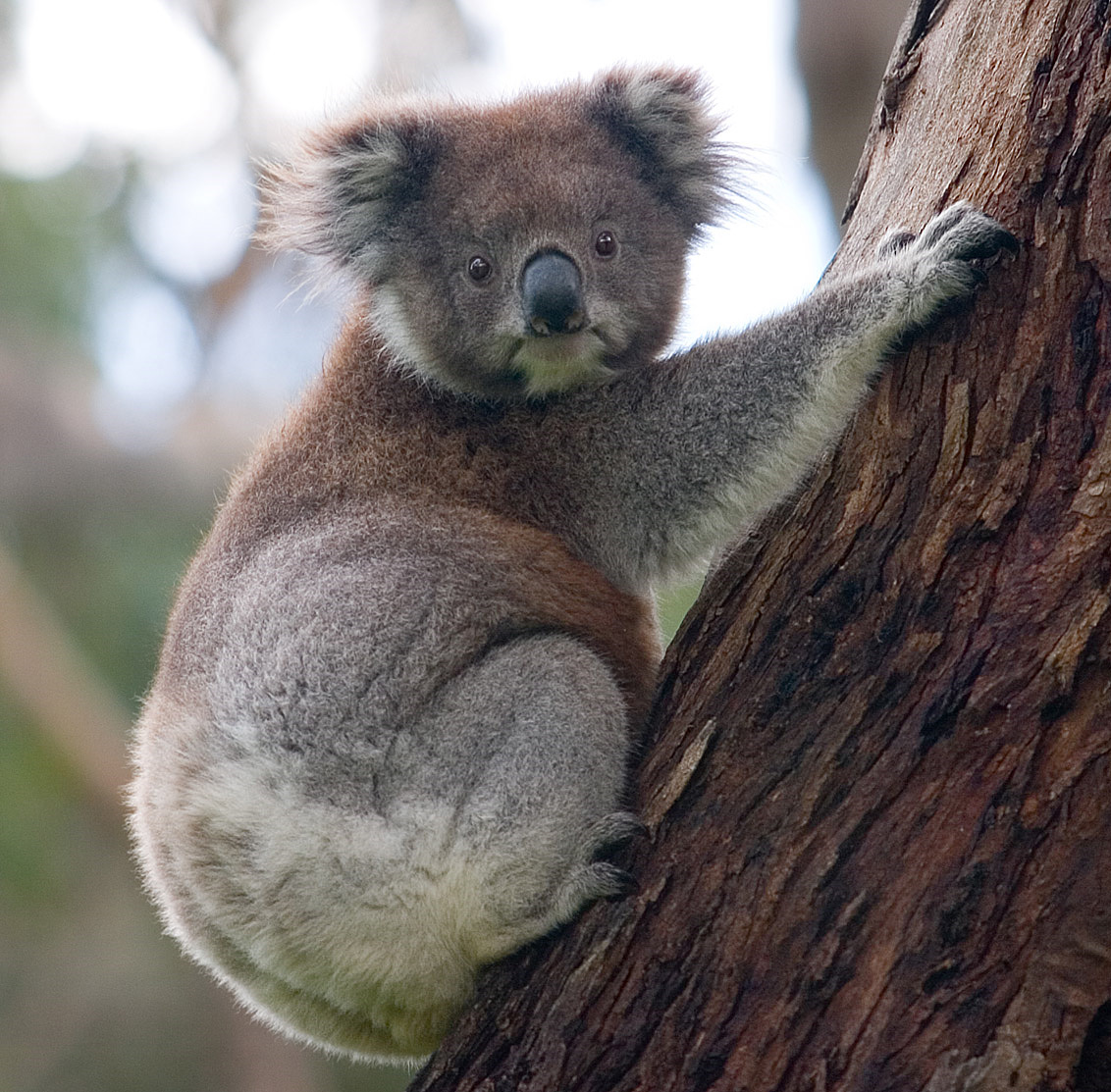
El coala i l'eucaliptus, icones de la fauna i flora australianes.

Tot i que la major part del continent és semiàrid o desèrtic, s'hi troben una gran varietat d'hàbitats, des de bruguerars alpins als boscos tropicals, i és reconegut com un dels països megadiversos. Atesos l'edat del continent—i per conseqüència els baixos nivells de fertilitat—així com els patrons climàtics extremadament variables i el seu aïllament geogràfic, la major part del biota australià és únic i biodivers. A prop del 85% de les plantes florals, 84% dels mamífers, més del 45% de les aus i el 89% dels peixos costaners de les àrees temperades en són endèmics. La majoria de les ecoregions australianes, i llurs espècies són amenaçades per les activitats humanes i per les espècies que hi van ser introduïdes pels colonitzadors i immigrants. L'Acte de Protecció i Conservació de la Biodiversitat del 1999 és el marc jurídic que protegeix aquestes espècies amenaçades; s'han designat nombroses àrees protegides sota el control del Pla d'Acció de la Biodiversitat, per tal de protegir i preservar els ecosistemes únics. Seixanta-quatre pantans estan registrats en el Conveni de Ramsar i setze llocs han estat designats com a Patrimoni de la Humanitat. La fauna més coneguda d'Austràlia inclou els monotremes, els marsupials (com ara el cangur, el coala i el wombat); i aus com ara l'emú. Moltes plantes i espècies animals es van extingir amb els primers assentaments humans aborígens, i d'altres arran de l'assentament europeu.

## Geografia política

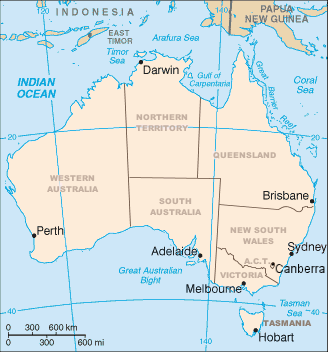
Divisió territorial d'Austràlia.

Austràlia es divideix en sis estats, dos territoris interiors i diversos territoris exteriors. Els estats d'Austràlia són: Nova Gal·les del Sud, Queensland, Austràlia Meridional, Tasmània, Victòria i Austràlia Occidental. Els dos territoris interiors són el Territori del Nord i el Territori de la capital australiana.
Austràlia també posseeix diversos petits territoris; el govern federal administra una petita zona situada dins de Nova Gal·les del Sud, el Territori de Jervis Bay, usada com a base naval i port marítim per a la capital del país. A més, Austràlia té diversos territoris externs habitats com l'illa Norfolk, l'illa Christmas o les illes Cocos, i altres territoris deshabitats com les illes Ashmore i Cartier, les illes del Mar del Corall, les illes Heard i McDonald i el Territori Antàrtic Australià.

## Clima

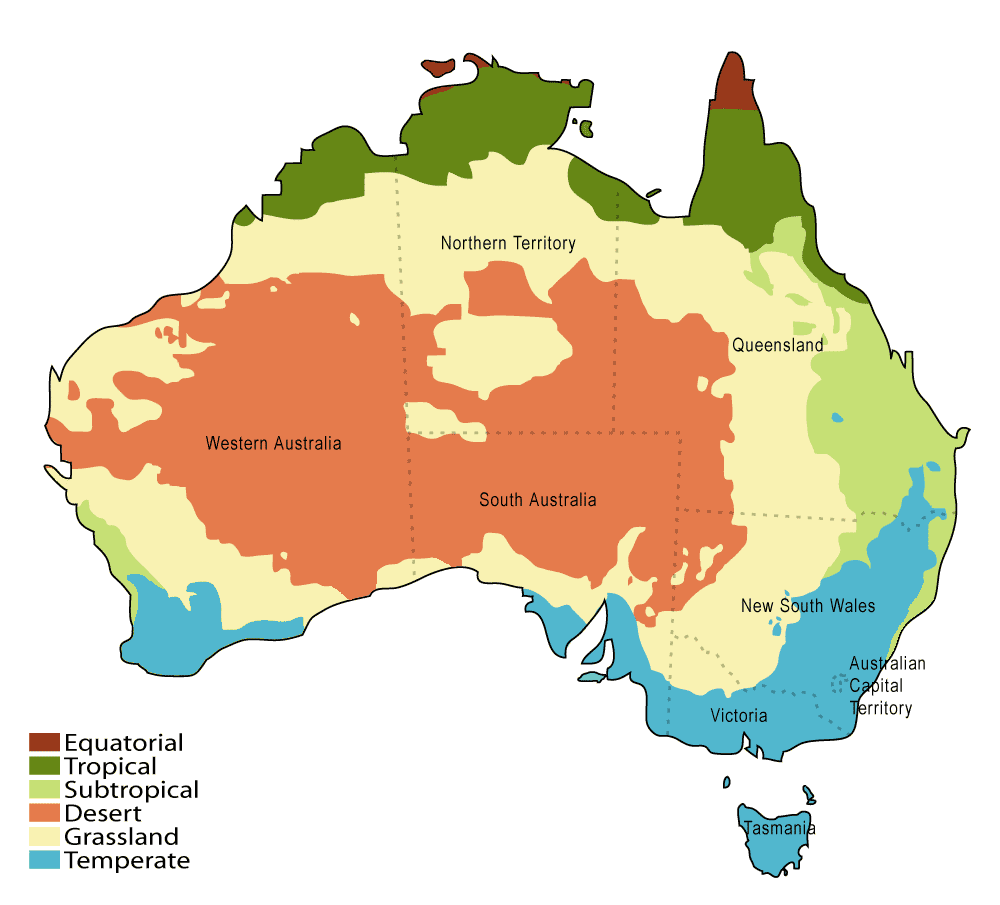
Mapa climàtic d'Austràlia.

La major part del clima d'Austràlia és de tipus desèrtic o semiàrid, ja que el 40% de la superfície del país està coberta de dunes de sorra. Tan sols el sud-est i el sud-oest tenen un clima temperat i un sòl fèrtil. La zona nord del país té un clima tropical: part coberta de pluvisilva, part de prada i part de desert.
Les precipitacions són molt variables, amb freqüents sequeres que duren diverses estacions. A vegades s'originen tempestes de sorra que cobreixen alguna regió o fins i tot diversos estats i, ocasionalment, s'originen grans tornados. Els creixents nivells de salinitat i la desertificació estan canviant el paisatge australià a certes zones.
La situació d'Austràlia a la zona tropical/subtropical i les fredes aigües de les costes occidentals fan de la zona occidental d'Austràlia un àrid desert, una característica molt marcada del continent. El 2005, un estudi realitzat per investigadors australians i nord-americans sobre la desertificació de l'interior suggeria l'explicació de les cremes realitzades pels colons humans de fa 50.000 anys podria haver evitat que el monsó arribés a l'interior australià.

## Ús de la terra
Els principals recursos naturals d'Austràlia inclouen: bauxita, carbó, ferro, coure, estany, or, plata, urani, níquel, tungstè, plom, zinc, diamants, gas natural i petroli.
Ús de la terra:
- Terra cultivable: 6%
- Cultius permanents: 0%
- Pastures permanents: 54%
- Boscos: 19%
- Altres: 21% (1993)

Petroli i gas: La producció de petroli australiana va caure un 14 per cent el 2003, gairebé el doble de la taxa de caiguda mitjana des que arribés la producció al seu màxim l'any 2000. Un pou petrolífer, el Stuart Deposit, es troba a prop de Gladstone. Té un total de 2,6 bilions de barrils i una capacitat d'extracció de 200.000 barrils al dia. Les majors reserves hidrocarburíferes d'Austràlia semblen ser "off shore" (fora de la costa), submarines al mar de Timor i si s'explotessin s'haurien de fer parcialment sota concessió de la República de Timor Leste.
Terra regada: 21.070 km² (1993)

## Perills naturals
Ciclons al llarg de la costa nord; tempestes fortes, sequeres i inundacions ocasionals, i freqüents incendis. Per pal·liar alguns d'aquests problemes, algunes zones d'Austràlia han pres mesures com prohibicions de fer foc o restriccions sobre l'ús de l'aigua.